# Pseudosybra cristata
Pseudosybra cristata là một loài bọ cánh cứng trong họ Cerambycidae.